# 吳蕙芳
吳蕙芳（1957年—），是在新加坡出生的律師，先後在英國、新加坡和香港獲大律師資格，1983年起私人執業，1999年起曾數次獲香港司法機構委任為暫委裁判官，於2000年3月獲司法機構委任為裁判官，現時則為主任裁判官。因審理案件時妙語連珠獲網民封為「金句王」。

## 外部連結
- 【十大金句實錄】法官吳蕙芳獲封「金句王」 句句精警網民激讚「夠貼地」 （页面存档备份，存于）